# Komenda Miejska Policji w Katowicach
Komenda Miejska Policji w Katowicach – jednostka organizacyjna Policji podległa Komendzie Wojewódzkiej Policji w Katowicach, obejmującą swoim zasięgiem obszar miasta Katowice.
Funkcję Komendanta pełni insp. Arkadiusz Konowalski, a jego zastępcami są mł. insp. dr Artur Orman i mł. insp. Arkadiusz Stępień (stan na wrzesień 2024 roku). Jednostka znajduje się przy Komendzie Wojewódzkiej Policji w Katowicach przy ulicy Józefa Lompy 19.

## Struktura organizacyjna

### Służba Kryminalna
- Wydział kryminalny,
- Wydział do Walki z Przestępczością Przeciwko Mieniu,
- Wydział do Walki z Przestępczością Samochodową,
- Wydział do Walki z Przestępczością Narkotykową,
- Wydział do Walki z Przestępczością Gospodarczą,
- Wydział Zwalczania Przestępczości Pseudokibiców.

### Służba Prewencyjna
- Wydział Prewencji,
- Wydział Ruchu Drogowego.

### Służba Wspomagająca działalność Policji w zakresie organizacyjnym, logistycznym i technicznym
- Zespół Finansów i Zaopatrzenia,
- Zespół Prezydialny,
- Zespół Kadr i Szkolenia,
- Zespół Teleinformatyki.

## Jednostki podległe
- Komisariat I Policji w Katowicach,
- Komisariat II Policji w Katowicach,
- Komisariat III Policji w Katowicach,
- Komisariat IV Policji w Katowicach,
- Komisariat V Policji w Katowicach,
- Komisariat VI Policji w Katowicach,
- Komisariat VII Policji w Katowicach[3].